# DALT
DALT（N,N-二烯丙基色胺）是一种色胺衍生物，化学式为C16H20N2，有衍生物4-AcO-DALT、5-MeO-DALT等被作为狡詐家藥物。